# Mesoleius assiduus
Mesoleius assiduus är en stekelart som beskrevs av Holmgren 1876. Mesoleius assiduus ingår i släktet Mesoleius och familjen brokparasitsteklar. Inga underarter finns listade i Catalogue of Life.